# Nemzeti Kutatási, Fejlesztési és Innovációs Hivatal
Magyarországon a Kormány 2015 óta a kutatás-fejlesztés és innováció közfinanszírozású támogatásával kapcsolatos feladatokat elsődlegesen a Nemzeti Kutatási, Fejlesztési és Innovációs Hivatal útján látja el, így biztosítva a kutatás-fejlesztés és innováció egységes joggyakorlaton alapuló felügyeletét és a rendelkezésre álló források kutatás-fejlesztésre és innovációra történő hatékony felhasználását. Feladatait a Hivatal 2020-tól a tudománypolitika koordinációjáért felelős miniszter irányítása mellett végzi.  

## Honlapja
http://nkfih.gov.hu/

## Székhelye
1077 Budapest, Kéthly Anna tér 1.

## Története
A Kormány 2014 júniusában határozatot fogadott el a Nemzeti Kutatási, Fejlesztési és Innovációs Hivatal létrehozásáért felelős kormánybiztos kinevezéséről és feladatairól. Ennek értelmében a Nemzeti Kutatási, Fejlesztési és Innovációs Hivatal létrehozásával összefüggő feladatok ellátására - 2014. június 12. napjától 2014. december 31. napjáig – Dr. Pálinkás Józsefet kormánybiztossá nevezte ki.
A Nemzeti Kutatási, Fejlesztési és Innovációs Hivatal 2015. január 1-jével jött létre a tudományos kutatásról, fejlesztésről és innovációról szóló 2014. évi LXXVI. törvény (KFItv.) alapján. Első elnöke Dr. Pálinkás József lett. 
Az Innovációs és Technológiai Minisztérium 2018. évi létrehozásával a kutatás-fejlesztési és innovációs szakpolitika az addiginál is erősebb, kormányzati szintű képviseletet kapott, amit 2022-től a Kulturális és Innovációs Minisztérium visz tovább. 
Az új rendszerben – a KFItv. módosításával  – a Nemzeti Kutatási, Fejlesztési és Innovációs Hivatal jogállását, feladat- és hatásköreit a Nemzeti Kutatási, Fejlesztési és Innovációs Hivatalról, valamint a Nemzeti Kutatási, Fejlesztési és Innovációs Alap kezelő szervének kijelöléséről szóló 344/2019. (XII. 23.) Korm. rendelet határozza meg. 

### Elnökei
- Pálinkás József (2015–2018)
- Birkner Zoltán (2018–2023 )[4][5]
- Kiss Ádám (2023-) [6]

## Jogállása
A Nemzeti Kutatási, Fejlesztési és Innovációs Hivatal (továbbiakban: a Hivatal) a tudománypolitika koordinációjáért felelős miniszter irányítása alá tartozó, központi hivatalként működő központi költségvetési szerv. A Hivatal a Nemzeti Kutatási, Fejlesztési és Innovációs Alap (továbbiakban: az Alap) kezelő szerve.

## Szervezete és működése
A Hivatalt elnök vezeti, aki a kutatás-fejlesztési és innovációs ügyekben ellátja a tudománypolitika koordinációjáért felelős miniszter által ráruházott képviseleti és egyéb feladatokat. Az elnök tevékenységét elnökhelyettesek segítik. 
A tudománypolitika koordinációjáért felelős miniszter nevezi ki és menti fel a Hivatal elnökét, valamint – a Hivatal elnökének javaslatára – az elnökhelyetteseit. A kinevezés időtartama mind az elnök, mind az elnökhelyettesek esetében öt év. Ugyanaz a személy a Hivatal elnökévé, elnökhelyettesévé legfeljebb két alkalommal nevezhető ki.
A Hivatal a tudománypolitika koordinációjáért felelős miniszter irányítása mellett ellátja az alábbi feladatokat:
a) részt vesz a Kormány kutatás-fejlesztési és innovációs stratégiájára vonatkozó döntésének előkészítésében, és közreműködik annak megvalósításában,
b) ellátja az Alappal kapcsolatos azon feladatokat, amelyeket törvény nem utal a tudománypolitika koordinációjáért felelős miniszter feladatkörébe,
c) az Alap terhére finanszírozott kutatás-fejlesztési és innovációs pályázatokat kezelő szerv minőségében ellátott feladatai keretében
ca) közzéteszi a tudománypolitika koordinációjáért felelős miniszter által jóváhagyott pályázati kiírást, ellátja a pályázati kiírás szerinti értékelés és döntéshozatal megszervezését és lebonyolítását,
cb) támogatói okiratot ad ki, támogatási szerződést köt,
cc) nyomon követi és ellenőrzi a nyertes pályázatokat,
d) előkészíti a tudománypolitika koordinációjáért felelős miniszter támogatási döntését a törvény, kormányrendelet, kormányhatározat, nemzetközi szerződés és egyedi támogatási kérelem alapján az Alap terhére nyújtott hazai közfinanszírozású támogatások tekintetében,
e) részt vesz az uniós társfinanszírozásban megvalósuló Gazdaságfejlesztési Operatív Program zárását követően, kutatás-fejlesztésre és innovációra fordított forrásai tekintetében felmerülő egyes feladatok ellátásában,
f) ellátja az operatív programok innovációval összefüggő célkitűzéseit szolgáló költségvetési támogatásokkal kapcsolatos, a szakpolitikai felelős hatáskörébe tartozó azon feladatokat, amelyeket a tudománypolitika koordinációjáért felelős miniszter mint szakpolitikai felelős ráruház,
g) ellátja a kutatás-fejlesztés és az innováció területén folyó nemzetközi, illetve európai integrációs együttműködés szakmai feladatait,
h) részt vesz a Magyarországnak nyújtott külföldi támogatások kutatás-fejlesztési és innovációs célú felhasználásában és koordinálásában,
i) közreműködik az Európai Unió kutatás-fejlesztési és innovációs céljainak elérésében, így különösen a kutatás-fejlesztési és innovációs keretprogram hazai feladatainak ellátásában,
j) jogszabály vagy nemzetközi megállapodás alapján ellátja a nemzetközi tudományos és technológiai együttműködésből adódó feladatokat,
k) versenyképességük növelése érdekében elősegíti a mikro-, kis- és középvállalkozások innovációs tevékenységét,
l) országos kutatás-fejlesztési és innovációs támogatási programok – ideértve az Alapot is – programstratégiájának és tervezésének megalapozását szolgáló elemzéseket, értékeléseket, koncepciókat készít, nyomon követi és értékeli a támogatási programokat,
m) támogatja a kutatás-fejlesztési és innovációs tevékenységgel közvetlenül összefüggő konferenciák, szakkiállítások, kiadványok megjelentetését, elektronikus információs adatbázisok és könyvtárak fejlesztését, valamint kutatás-fejlesztési és innovációs célú díjak adományozását,
n) a kutatás-fejlesztés és az innovációs szektor szereplői innovációs teljesítményének erősítése, valamint a pályázói eredményesség növelése érdekében innovációs szolgáltatást nyújt, így különösen előmozdítja a kutatás-fejlesztési és innovációs szereplők közötti együttműködéseket, kapcsolatot tart szakmai szervezetekkel, elősegíti a pályázati aktivitást, az innovációs tudatosságot, piactámogató szakértői hálózatot alakít ki és működtet,
o) közreműködik a hallgatói kiválóság, a tehetséggondozás, valamint az oktatói és kutatói kiválóság támogatása és ösztönzése kormányzati feladatainak ellátásában, ehhez kapcsolódóan működteti a nemzeti felsőoktatásról szóló törvény szerinti Országos Tudományos Diákköri Tanács titkárságát.
p) a Nemzeti Tudománypolitikai Tanács titkárságának feladatait a Hivatal látja el.
q) – a felsőoktatással összefüggő feladat- és hatáskörök tekintetében az oktatásért és a felnőttképzésért felelős miniszter irányításával – közreműködik a felsőoktatási képzések és a felsőoktatási intézmények felnőttképzési tartalmának megújításában.